# Vikingschip

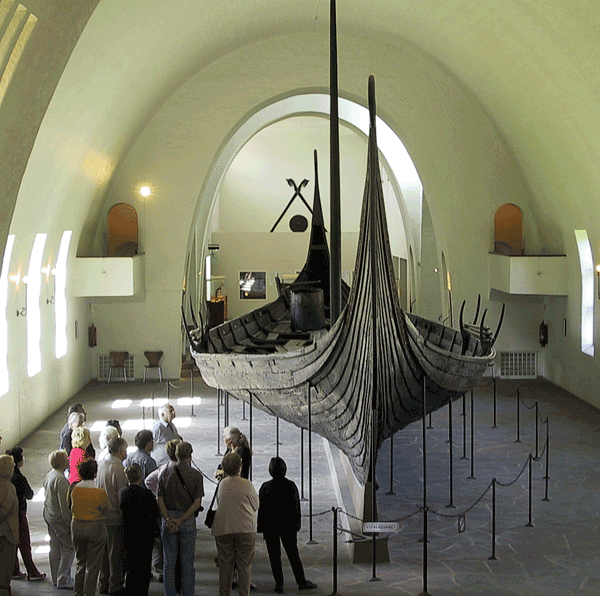
Het Osebergschip in het Vikingskipshuset-museum in Oslo (Noorwegen)

Een vikingschip is een houten schip dat door de Vikingen werd gebruikt gedurende de periode van circa 789 tot 1100. Verschillende vikingschepen zijn het langschip, de knarr en de karve. Andere gebruikte benamingen voor een langschip zijn drak(k)ar en snek. Het vikingschip speelde een cruciale rol in de maatschappij en economie van de Vikingen. Het werd gebruikt voor transport, handel, oorlogsmissies, plunderingen en ontdekkingsreizen. Ook in de kunst en cultuur van de Vikingen speelde het schip een belangrijke rol.

## Bekende vikingschepen
Er zijn vikingschepen teruggevonden in scheepsgraven, als scheepswrakken en als afgezonken schepen op de zeebodem. De bekendste archeologische vondsten zijn het tussen 1867 en 1904 in Noorwegen in scheepsgraven ontdekte Gokstadschip, Osebergschip en Tuneschip.
Ook bekend zijn de vijf Skuldelevschepen die rond 1960 op de bodem van het Roskildefjord werden teruggevonden bij Skuldelev in Denemarken. De vondsten laten een goede reconstructie toe.

## Kenmerken
Het vikingschip kende een voor die tijd hoge graad van perfectie en was superieur in vaarsnelheid. Het gehele schip was in zijn bouw sterk, licht en flexibel geconstrueerd. De voor- en achterzijde van het schip kenden een gelijke vorm met een scheepshuid gemaakt van overnaads geklonken planken. Het grootspant vertoonde daarbij een zuivere accoladevorm. Door de geringe diepgang kon het op nagenoeg iedere rivier varen en door de vrij vlakke bodem op veel plaatsen landen. Het was zodanig zeewaardig dat het op de Noord-Atlantische Oceaan een storm kon doorstaan. Verder was de vorm van het vikingschip vloeiend.
Alle in dit artikel genoemde schepen hebben een lange romp met een scherpe voor- en achtersteven. Bij de karveelgebouwde schepen van de Middellandse Zee en de Indische Oceaan lagen destijds de huidgangen met de randen tegen elkaar, in tegenstelling tot de overnaads geklonken vikingschepen.
|                                                         |                          |
| Grootspant van een langschip (niet op schaal onderling) | Grootspant van een knarr |

## Hoofdverdeling vikingschepen

### Langschip

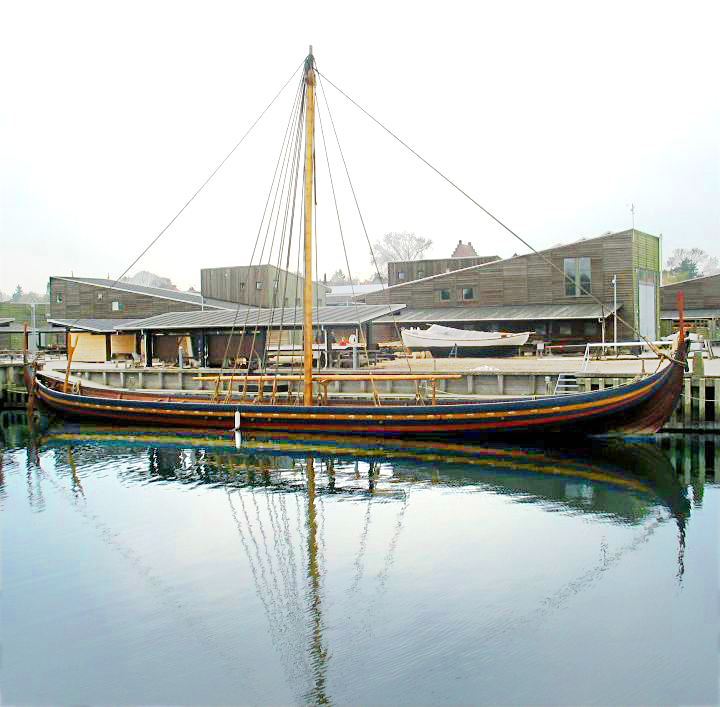
Havhingsten fra Glendalough, reconstructie van het langschip de Skuldelev 2. Vikingschipmuseum Roskilde, Denemarken

Het type dat als oorlogs- en transportschip werd gebruikt, was het langschip dat gezeild en geroeid kon worden.
Het langschip vertoont een lichte constructie met een lengte-breedteverhouding van circa 10:1 tot 5:1 en een beperkte diepgang. Een langschip kon gemakkelijk worden geroeid en een forse snelheid ontwikkelen. Het werd gezeild met een dwarsgeplaatst zeil.
Omdat intimidatie en uitstraling belangrijk waren, was het langschip vaak versierd met houtsnijwerk op de boorden en de stevens. Het snijwerk op de stevens was vaak een slangenkop of een draak. Hierdoor is de naam drak(k)ar ontstaan voor deze schepen.
Een bekend teruggevonden langschip is de Skuldelev 2. Dit schip was circa 30 meter lang, bijna 4 meter breed en had een diepgang van 0,9 meter bij een volgeladen gewicht van 25 ton. Het kon een topsnelheid bereiken van 15 tot 20 knopen (27 tot 36 km/u) en een bemanning voeren tot circa 80 mensen van wie 60 roeiers. In 1997 werd in de Deense stad Roskilde het grootste langschip teruggevonden. Dit langschip, de Roskilde 6, was circa 36 meter lang, 3,5 meter breed en bood vermoedelijk plaats aan 78 roeiers en in totaal 100 bemanningsleden.

### Snek
De snek was het kleinste schip onder de langschepen. Het werd veel gebruikt. Een doorsnee snek wordt geschat op een lengte van 17 meter, 2,5 meter breed, 0,5 meter diepgang en vol geladen 6 ton zwaar. Het voerde dan een bemanning van 30 mensen, van wie 26 roeiers. Vermoedelijk was de Skuldelev 5, die een topsnelheid van 15 knopen kon halen, van het type snek.

### Knarr

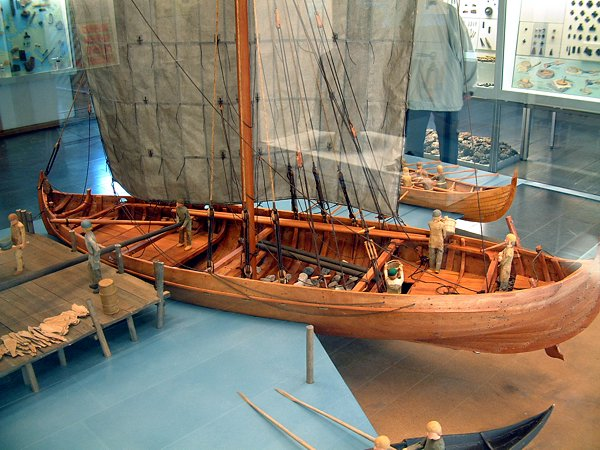
Schaalmodel van een knarr, Vikingmuseum Haithabu

De knarr werd veel gebruikt als zeegaand vrachtschip en werd meestal gezeild. De knarr was functioneel gebouwd en had dus geen overbodige zaken zoals houtsnijwerk. Dit in tegenstelling tot langschepen zoals de snek die ook voor oorlogsdoeleinden dienden en dus moesten imponeren. De knarr was de voorloper van de kogge.
Tussen een langschip en een knarr bestonden aanzienlijke verschillen: de knarr was breder (3:1) en had voor en achter een halfdek met faciliteiten voor roeiers en midscheeps ruimte voor lading. Een knarr was ook hoger van bouw dan een langschip en bezat een doorlopend, laag geplaatst dek met gaten in de bovenste huidgang om riemen door te steken.
Men vermoedt dat de 12 ton zware Skuldelev 1 van het type knarr is. Dit teruggevonden schip was 16 meter lang bij 5 meter breed. Volgeladen kon het 24 ton lading hebben en kreeg het een diepgang van 1,3 meter met een bemanning van 6 tot 8 personen.

### Karve
De karve was een klein vracht- of oorlogsschip om vooral langs de kust te varen, hoewel het ook zeewaardig was. De karve was een kleine uitvoering van het langschip met een lengte-breedteverhouding van circa 5:1. Met zijn geringe diepgang kon het overal komen. Het circa 23 meter lange Gokstadschip en het Osebergschip zijn karven.

### Boten
Ook boten die onder meer dienden voor de visserij worden weleens tot de vikingschepen gerekend. Teruggevonden vissersboten hadden een lengte vanaf 6 meter. Verder werden in het Gokstadschip drie kleinere roeiboten teruggevonden, die vermoedelijk ook gezeild konden worden. Ze dienden als sleepbootje achter het schip, mogelijk om lading aan boord mee af te dekken en als pendelbootje van het schip naar de wal. Een van die drie teruggevonden boten was 6,5 meter lang en had 4 roeiriemen. Dit type heet ook wel faering. De tweede was groter; dit 10 meter lange type heet ook wel seksring. Deze benamingen typeren het aantal roeiriemen, dus vier of zes.

## Bouwtechniek
Om een compleet vikingschip te bouwen, waren drie verschillende grote werkzaamheden nodig. De grootste was de houtbouw met vooraf bomen kappen en het hout bewerken voor de vele houten onderdelen van het schip. Verder moest het zeil met het touwwerk gemaakt worden en moest het ijzer gesmeed worden zoals voor de klinknagels.

### Houtbouw

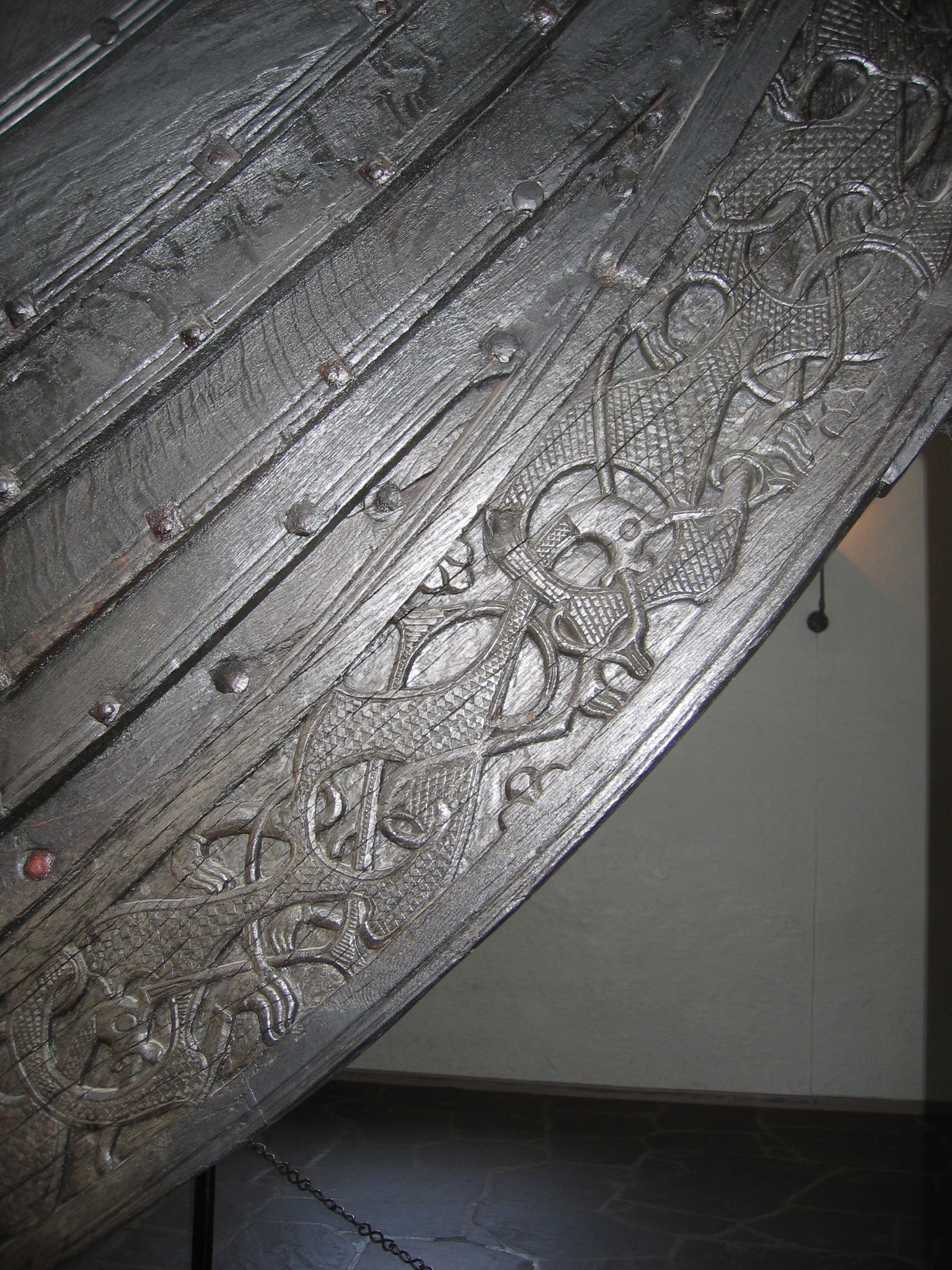
Detail: steven van het Osebergschip uit circa 820 met de klinknagels en fraai houtsnijwerk

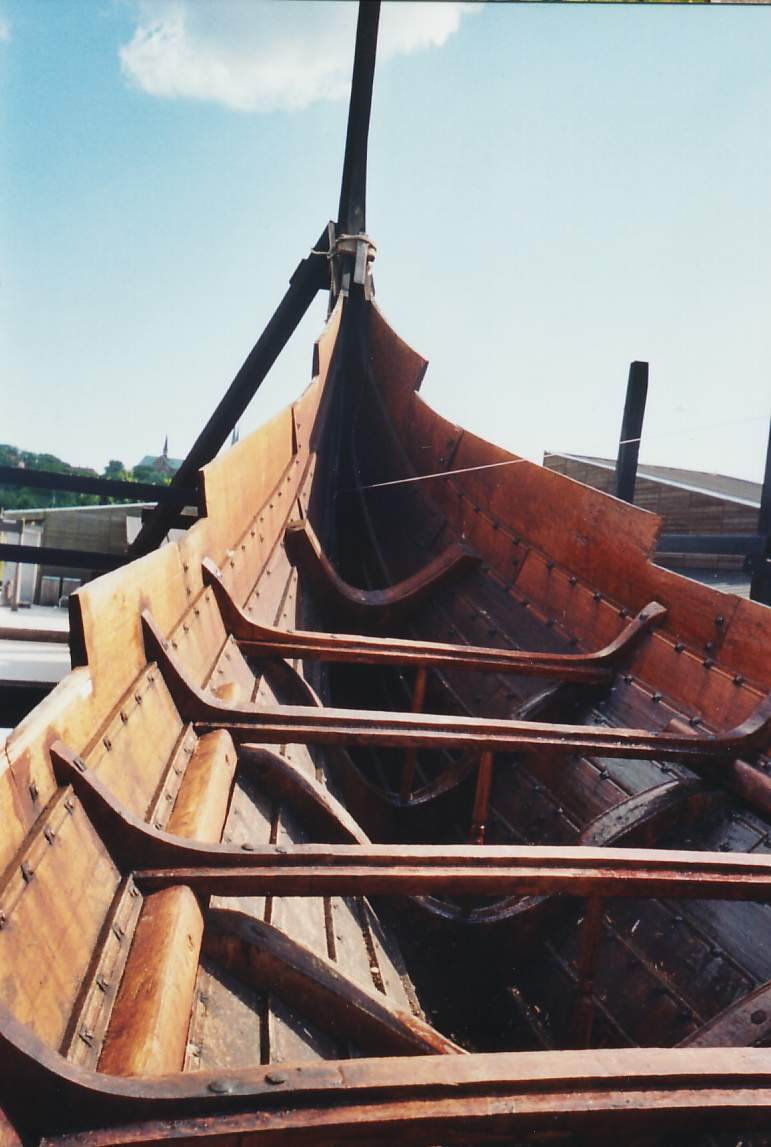
Gereconstrueerde Skuldelev 2 in aanbouw

Bij de kapplaats of werf werden de, veelal eikenhouten, boomstammen met wiggen gespleten tot ruwe balken of kwartierse planken (kwartiers = hout met jaarringen haaks op de breedte van de plank, waardoor het hout nauwelijks werkt). Vervolgens werden de ruwe balken en planken voornamelijk met bijlen op maat en glad gemaakt. De eerste fase van het bouwproces was het leggen van de T-vormige kielbalk(en). Daarna volgde de onderste rij huidplanken en deze werd aan de kielbalk(en) en stevens geklonken. Door de onderliggende rij huidplanken met de daarboven komende rij overnaads aan elkaar te bevestigen, verkreeg een vikingschip over de lengte een uitwendige skeletstructuur met een grote sterkte en een relatief laag gewicht.
Plankenrij boven plankenrij werd overnaads, met soms extra inzetdelen bij de stevens, naar boven toegewerkt om de romp te bouwen. Daarbij werden na het klinken van de eerste rijen huidplanken op regelmatige afstanden de V-vormige spanten binnenin de romp aangebracht. Onderling en bij de stevens werden de huidplanken bevestigd door ze in voorgeboorde gaten van buitenaf te klinken met onverwarmde smeedijzeren klinknagels, circa om de 2 à 6 duim. Om het loswerken van de klinkverbinding tegen te gaan, werd aan de binnenzijde van het schip over de klinknagel een ijzeren sluitplaatje geschoven, waarna de punt van de klinknagel deels werd afgeknipt en het overige gedeelte werd afgeplat.
Huidplanken die stuitend (met het uiteinde) op dezelfde rij aansloten op elkaar of op de steven, werden verjongd (afgeschuind) om een betere naadafdichting en een groter bevestigingsoppervlak voor de klinkers te krijgen. Tevens werd deze naad net voor het plaatsen van de aansluitende huidplank reeds gebreeuwd. Het overige breeuwsel tussen de rijen huidplanken werd achteraf aangebracht. Tezamen met een gebrande boomteerolie die tussen en op de houten onderdelen werd gesmeerd, ontstond een goede waterdichte en duurzame romp. Hierna kon het schip verder opgebouwd worden.
De kolsem was een speciaal groot liggend eiken onderdeel dat bij langschepen, het Gokstadschip en het Osebergschip midscheeps binnenin was aangebracht. De onderzijde van de kolsem sloot passend aan op de V-spanten. Het was bevestigd met extra houten onderdelen en door te klinken. Op de kolsem kon de onderkant van de houten mast worden gezet, waarna de mast nog extra onderdelen kreeg om deze staande te houden.
De houten onderdelen van het schip die een speciale vorm hadden, zoals de stevens, V-spanten en de kolsem, werden in zijn geheel uit delen van eikenbomen gehaald die van nature reeds in die vorm waren gegroeid. In een aantal gevallen is bekend dat een vikingschip (groten)deels van een andere houtsoort dan eiken was gemaakt, zoals bij de Skuldelev 1 en 6 die deels van grenenhout waren gemaakt. Ook is door de archeologische vondsten bekend dat er naast eiken- en grenenhout, voor onderdelen hout werd gebruikt van de es, els en linde.
Een belangrijk laatste onderdeel om het schip betere vaareigenschappen en diepgang mee te geven, was om het te verzwaren met ballast in de vorm van het plaatsen van stenen (keien) op de bodem van het schip. Per schip, met ieder zijn specifieke bouw, lengte, aantal bemanningsleden en eventuele vracht, kon het ballastgewicht verschillen. Bij het grootste gereconstrueerde schip, het 30 meter lange langschip de Skuldelev 2, werd een gewicht aan ballaststenen geplaatst van ruim 5 ton.
Ook bleek bij het reconstrueren van deze Skuldelev 2, dat om het geheel met de middelen van toen na te kunnen maken er, inclusief het maken van de zeilen met het touwwerk, het ijzerwerk en de boomteerolie, tussen het jaar 2000 en 2004 40.000 werkuren nodig waren. Voor alleen de houtbouw waren 27.000 werkuren nodig. Naar schatting werd in de Vikingtijd met een vakkundige bouwploeg van een bouwmeester, tien bootbouwers en een grote werkploeg in het bos, de bouw van dit schip in zeven maanden voltooid.

### Tuigage
Van een vikingschip is nooit een compleet zeil met touwwerk teruggevonden. Naar aanleiding van onder andere onderzoek, oude verhalen en afbeeldingen, zoals op het tapijt van Bayeux, zijn er wel vermoedens hoe het zeil en het touwwerk er destijds uitzagen. De schepen van het tapijt van Bayeux lijken echter al zwaarder en minder slank dan de oorspronkelijke vikingschepen. In ieder geval konden alle vikingschepen worden gezeild met vermoedelijk een uiterst sterk gemaakt rechthoekig wollen zeil met een bovenra. Het zeil was waarschijnlijk gemaakt van, een soms dubbeldikke, geweven schapenwol en ingeolied of gewaxt om het beter te beschermen tegen het water en weersinvloeden. Ter voorkoming van het uitzakken van het zeil was dit vermoedelijk uitgevoerd met een kruislings diagonaal verstevigingswerk van touw of dunne leren stroken. Het maken van een zeil was arbeidsintensief, maar een zeil kon 35 tot 50 jaar meegaan.

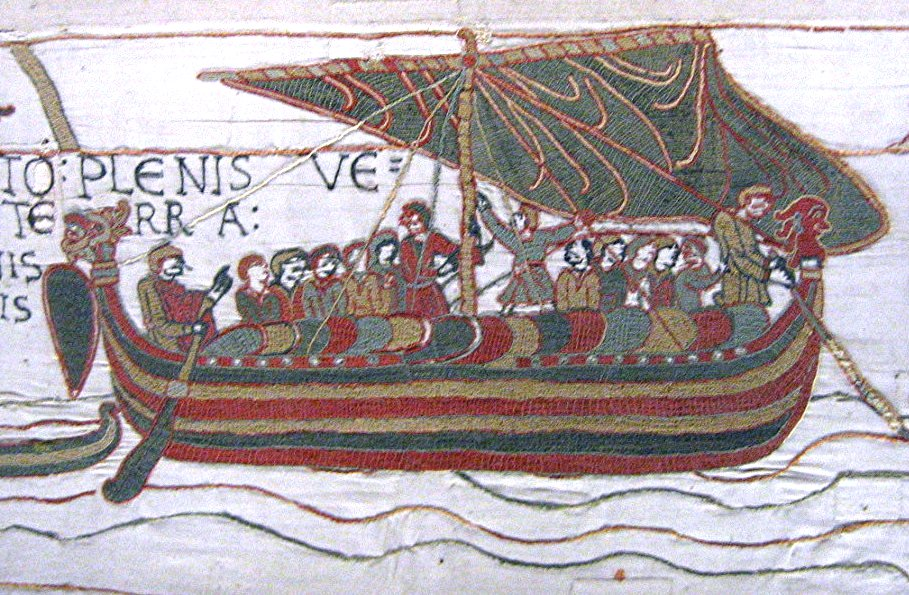
Tapijt van Bayeux uit 1068

Het touwwerk werd door de touwmaker vervaardigd uit de bast van de linde of van paardenhaar. Ook wilgentwijgen werden wel gebruikt bij de vervaardiging van de touwen. Voor een groot langschip als deSkuldelev 2 was totaal 2 kilometer touw benodigd.
De manier van tuigen is afkomstig van de Middellandse Zee en via de Friezen in Scandinavië gekomen. De mast kon worden uitgenomen en op mikken boven de kiel worden geplaatst tezamen met de bovenra. Een lang rondhout, de beitass, werd bij vikingschepen gebruikt om het voorlijk van het zeil te kunnen uithouden. en zodoende kon verbazend hoog aan de wind gezeild worden. Dit was mede te danken aan de zeer goede T-vormige kiel.
Een vikingschip had maar een enkele rij roeiriemen nodig omdat het zeil meer werd gebruikt dan op een Middellandse Zeegalei. De ra kon, enigszins ongewoon voor vierkant getuigde schepen, zeer snel langsscheeps worden gebrast. Daardoor kon hoog aan de wind worden gezeild, al bleef de drift naar lij aanzienlijk door de geringe diepgang en het gemis van een diepstekende kiel. Er werd gestuurd met een lange stuurriem die was bevestigd aan stuurboord, (vandaar ook de naam), van het achterschip. Met een helmstok van een meter lang bleef het roerblad hanteerbaar, ook in de ruwste zeeën.

### IJzerwerk
Om een vikingschip te bouwen, was ijzererts nodig om de ijzeren klinknagels, het anker en de werkgereedschappen als de bijlen te smeden. Voor een langschip als de Skuldelev 2 vergde het 1000 werkuren om uit 400 kilo ijzer 7000 klinknagels te smeden.

## Navigatie
Naar wordt aangenomen gebruikten Vikingen navigatiemethodes gebaseerd op de stand van de zon en sterren en verrichtten ze metingen van de snelheid, breedtegraad en waterdiepte.
Navigatie met deze methodes zou dan gecombineerd zijn met kennis van de zeestromingen. Langs de kust en in het binnenland konden daarbij vaste kenbare punten gebruikt worden zoals opvallende landschapskenmerken.
Het is onduidelijk of de Vikingen met instrumenten navigeerden. Als instrument gebruikten ze waarschijnlijk een zonnekompas, waarvan zowel een exemplaar als een beschrijving zijn gevonden.

## Maatschappelijk-economische achtergrond

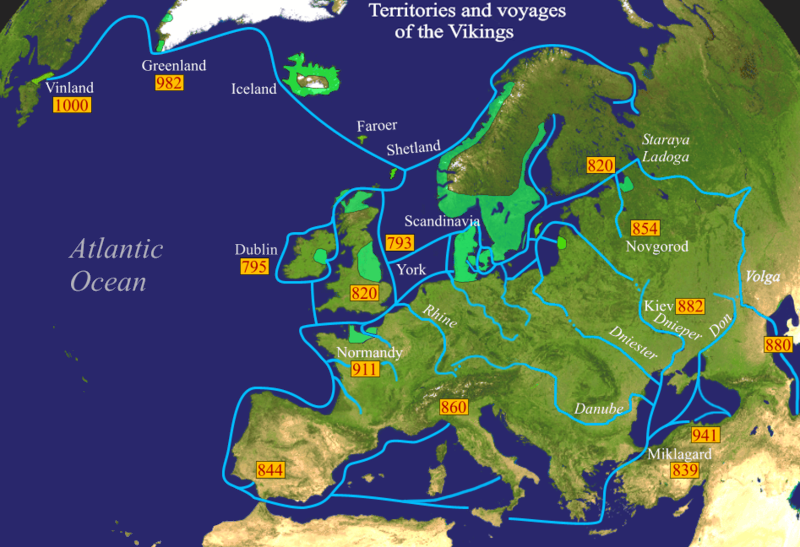
Kaart met Vikingexpedities

Scandinavië kende in het begin van de Vikingtijd vanuit Noorwegen, Zweden en Denemarken een westelijke territoriale expansie door overbevolking. Slechts dankzij het vikingschip kon deze op gang komen en konden reizen, overzeese handel en onderlinge contacten worden ondernomen en onderhouden. Ondanks dat het vikingschip een voor die tijd hoge graad van perfectie kende en door genoemde kenmerken een vooruitstrevend ontwerp had, kende het vikingschip twee grote beperkingen.
1. Ten eerste was er met grote regelmaat voor het onderhoud hoogwaardig hout nodig, bij voorkeur eiken, voor de hoofdonderdelen van het schip zoals de kiel, en natuurlijk gevormd hout zoals voor de kolsem. Dit stelde vooral de kolonisten in de nederzettingen van het op de noordpoolcirkel gelegen IJsland en Groenland voor problemen.
2. Ten tweede waren er, ondanks dat grote afstanden konden worden afgelegd, logistieke problemen. Zelfs een schip als de knarr was beperkt in laadcapaciteit. Het kon maar een fractie aan lading meenemen van wat later met de kogge mogelijk zou worden. De westelijke Vikingexpansie gebeurde dan ook stapsgewijs van de Shetlandeilanden en Orkneyeilanden rond 800, IJsland rond 875 en Erik de Rode die rond 985 nederzettingen op kon zetten op Groenland, zodat in de loop der tijd tussenstations gebruikt konden worden.[14]

De expansies en reizen van de Vikingen met hun schepen zou uiteindelijk in het westen leiden tot de ontdekking van Amerika door Bjarni Herjolfsson en Leif Eriksson rond het jaar 1000. In de zuidelijke en oostelijke expansie en reizen reikten de Vikingen met hun schepen tot diep in Rusland, Constantinopel, de Zwarte Zee en de Kaspische Zee.

## Kunst en cultuur

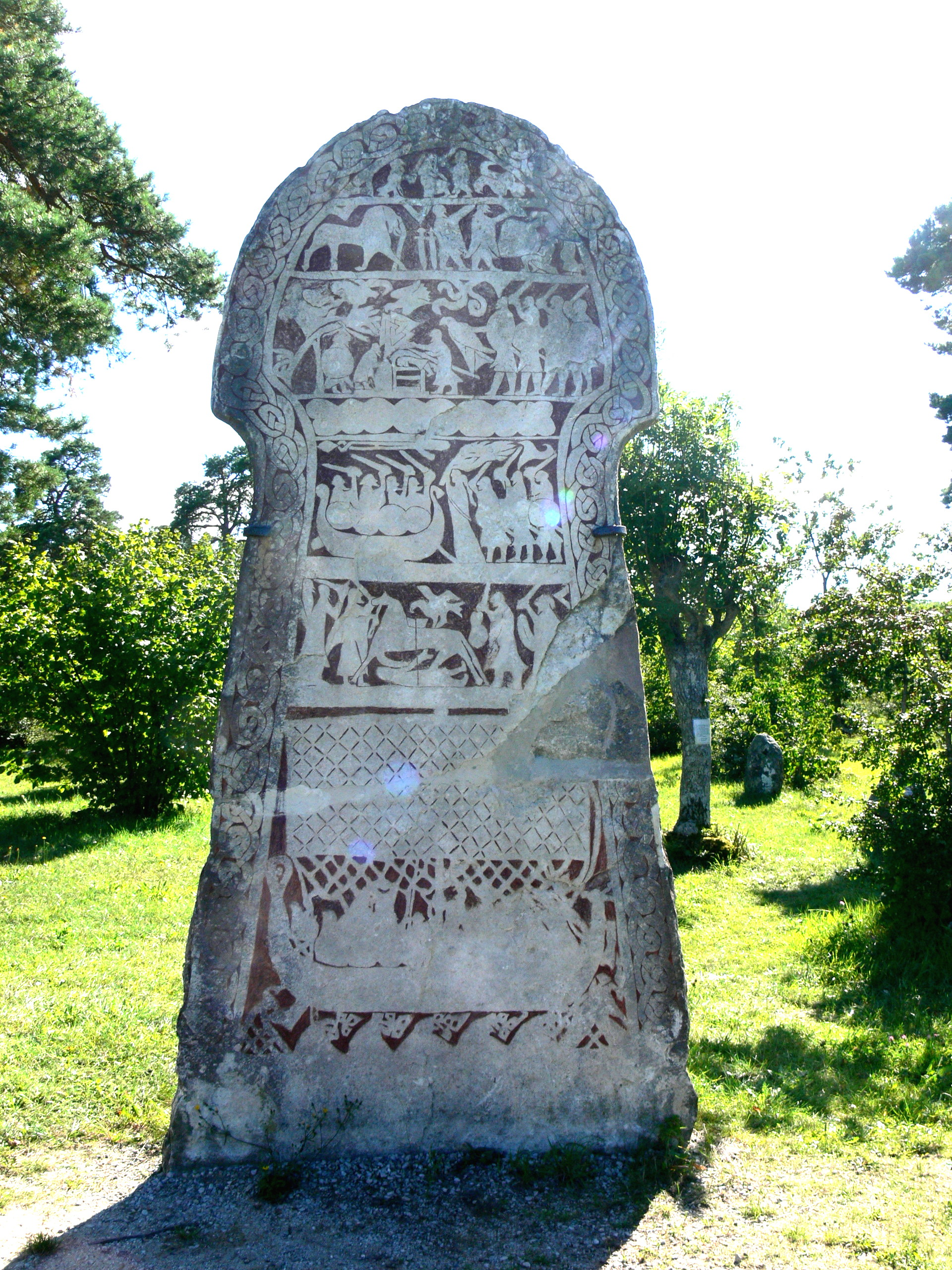
Steen van Stora Hammar op het Zweedse eiland Gotland

In de kunst en cultuur speelde het vikingschip een belangrijke rol bij de Vikingen. In saga's worden veelvuldig de schepen en de reizen daarmee verhaald, met een aantal namen van de schepen. Op onder meer de Steen van Stora Hammar zijn afbeeldingen te vinden van vikingschepen. Soms werd een schip voorzien van fraai houtsnijwerk, zoals bij het Osebergschip. Zelfs na het leven speelde het schip een rol.
De Vikingen cremeerden vaak hun overledenen met grafgiften, waarna op die plek een grafheuvel werd aangebracht. Bij de dood van vooraanstaande mensen werden deze soms eerst in een vikingschip gelegd, waarna de crematie en bouw van de grafheuvel op die plek plaatsvond.
Ook zijn er grafheuvels aangetroffen waarbij begravingen in plaats van crematies hadden plaatsgevonden. In Noorwegen bleken deze soms nagenoeg intacte schepen te bevatten, zoals het Gokstadschip en het Osebergschip. Eén of meer mensen waren in die schepen begraven, zowel mannen als vrouwen. Het ging hierbij hoogstwaarschijnlijk om mensen met vooraanstaande posities. Onder meer in Lindholm Høje (Denemarken) zijn Vikinggraven aangetroffen voorzien van stenen in de vorm van een scheepsomtrek, zie het artikel Steenschip.

## Het verblijf op een vikingschip
Een tentafdak bood de bemanning enige bescherming op langere tochten. Er werd geslapen in leren, waterdichte slaapzakken met een wollen schapenvel erin. Zij hadden bronzen kookpotten bij zich, maar bereidden hun maal, indien mogelijk, aan wal in verband met het brandgevaar aan boord. Tijdens lange zeereizen namen ze als proviand brood, gedroogde of gezouten vis (stokvis) en vlees, water, bier en zure melk mee. De levensmiddelen werden opgeslagen in vaten.
Een grote zoetwaterton stond op het voorschip voor het drinkwater. Deze stond vastgebonden aan de voorste T-draagbalk voor de ra. Als het stortregende, zorgde dit voor een welkome aanvulling van de watervoorraad. Ook werd drinkwater mogelijk aan boord in leren zakken bewaard. De roeiriemen en scheepshaken lagen in V-vormige staken aan stuurboord en bakboord. Ze lagen altijd direct bij de hand als het schip afgeduwd of geroeid moest worden. Eventueel konden aan de buitenzijden van de boorden wapenschilden worden bevestigd. Een vijand kon zo tellen hoeveel man ongeveer aan boord was. Deze schilden boden hen samen met de boordwand bescherming tegen vijandelijke projectielen. Als het bolle zeil nog eens dwarsgebrast en laag aan de boord stond, was dit ook nog een extra bescherming voor de bemanning. Dit bleek tijdens de zeeslag bij Svolder in 999.

## Voorlopers van het vikingschip

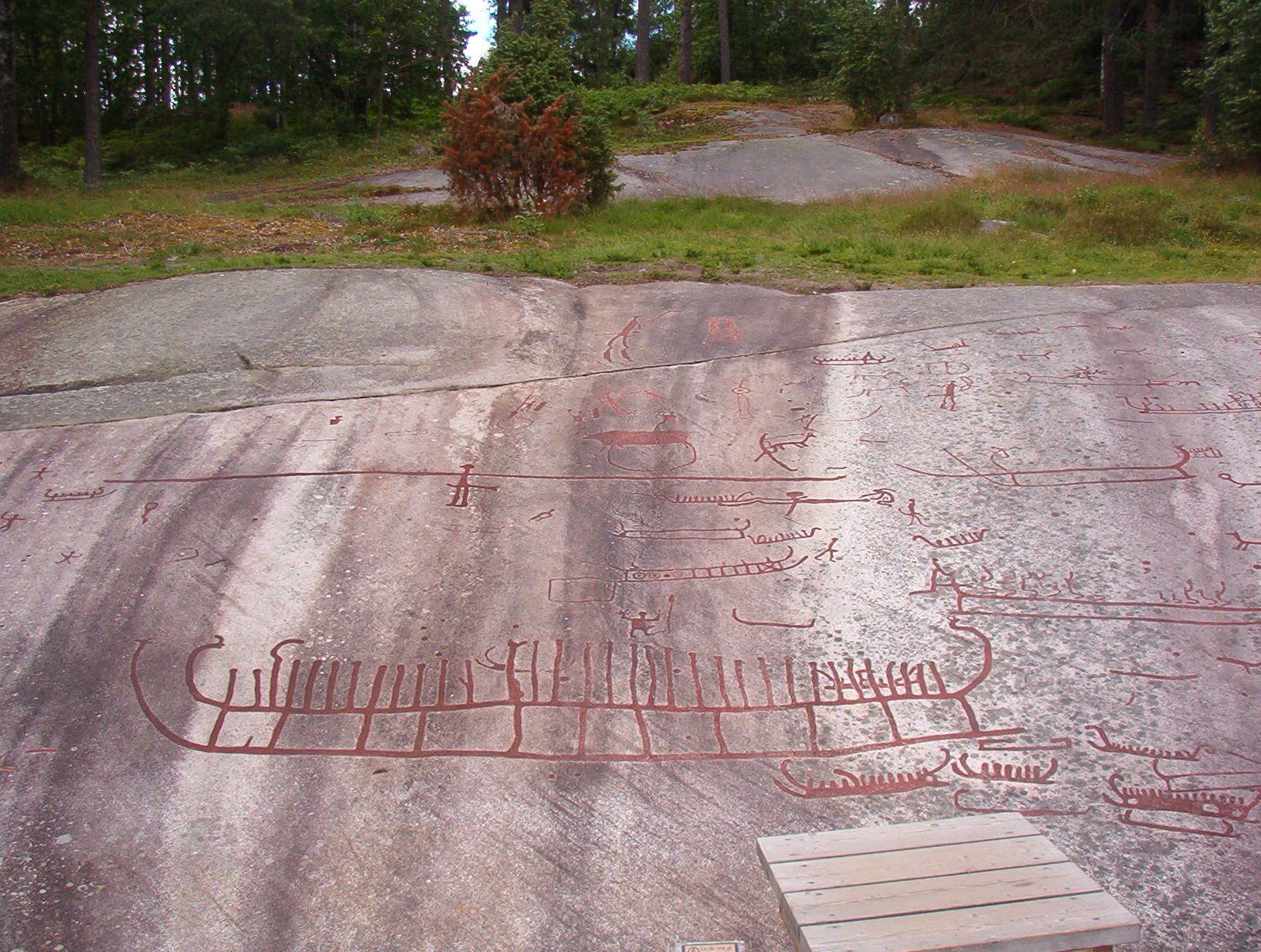
Rotstekeningen van Tanum in Zweden

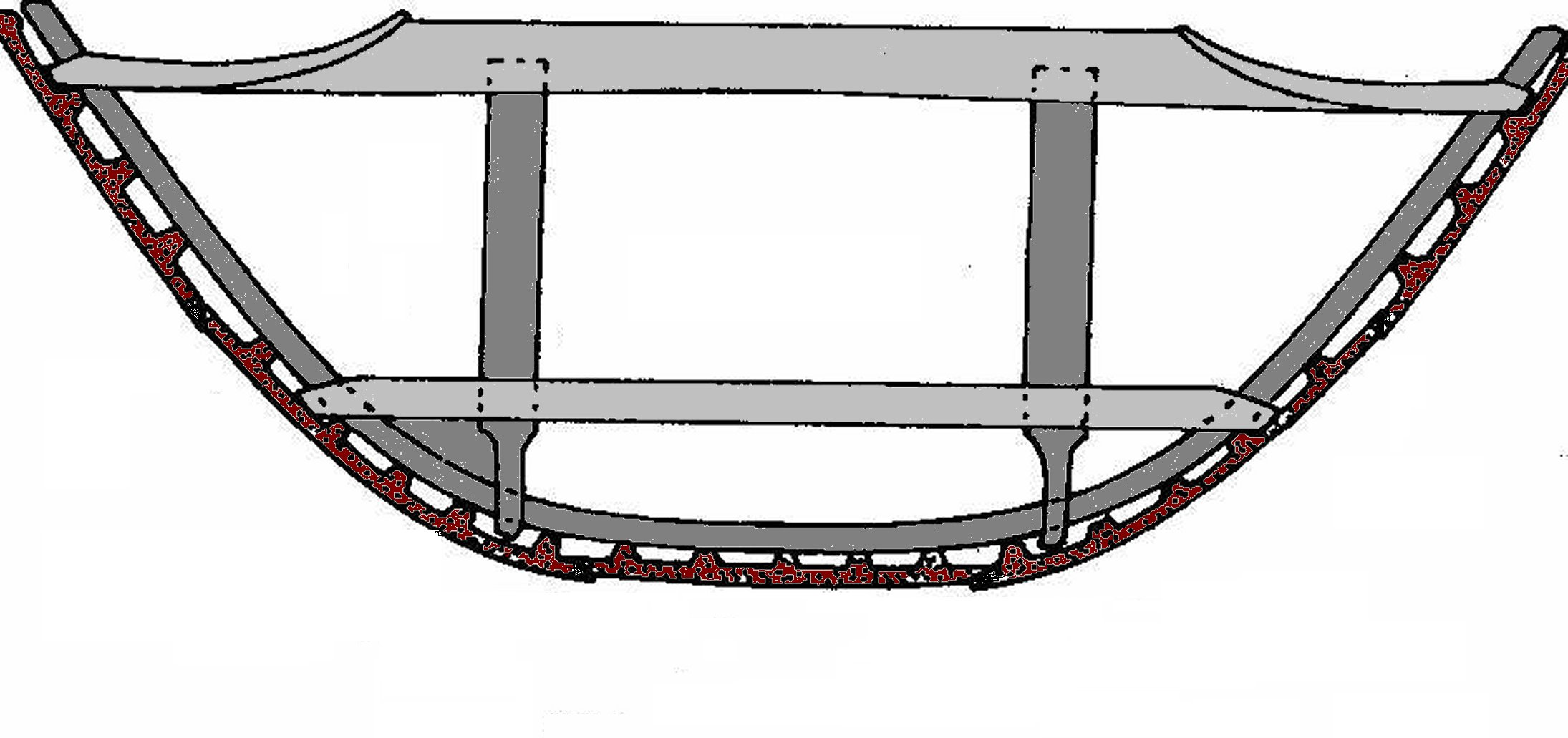
Dwarsdoorsnede Hjortspringboot

Al in de bronstijd werden in rotstekeningen (petrogliefen) in de Scandinavische landen boten afgebeeld van aanzienlijk formaat, zoals in de Rotstekeningen van Tanum in Zweden en de Rotskunst van Alta in Noorwegen.
Uit de ijzertijd komt de 19 meter lange Hjortspringboot. Deze werd gevonden in Jutland in Denemarken en is gedateerd op 350 v. Chr. Het is de oudste uit planken gebouwde boot uit Scandinavië. De romp van deze boot was vernuftig vervaardigd uit slechts 7 brede lange planken van lindehout die aan elkaar waren genaaid met leren veters.
De eikenhouten Nydamboot dateert uit het begin van de 4e eeuw en is 23 meter lang bij 3,50 meter breed. Deze oudst bewaard gebleven zeewaardige roeiboot van Scandinavië werd in 1863 gevonden in een Jutlands veenmoeras in de buurt van Sleeswijk, Duitsland. De scheepshuid was overnaads geklonken aangebracht. met een aan de zijkant geplaatst roerblad en de boot had vermoedelijk 15 paar roeiriemen. De doorsnede van de romp heeft een afgeronde V-vorm.
Die vorm bleef behouden op de schepen voor gebruik op beschutte wateren (fjorden, rivieren en meren) tot 900 na Chr. Het archeologische voorbeeld hiervan zijn de twee rond het jaar 700 overnaads gebouwde 10 en 18 meter lange Kvalsundschepen. Deze werden in 1920 gevonden in de Noorse provincie Møre og Romsdal. De houten onderdelen van deze Kvalsundschepen waren onderling bevestigd door middel van nagels, houten deuvels en touwverbindingen.

## Gokstadreconstructie
Ter gelegenheid van de Wereldtentoonstelling van 1893 in Chicago werd in Noorwegen een reconstructie van het Gokstadschip gebouwd. Het was precies zo gebouwd, getuigd en bemand als het schip dat tot voorbeeld diende. Onder kapitein Magnus Andersen zeilde het over de Noord-Atlantische Oceaan rechtstreeks van Bergen in Noorwegen naar St. John's in Newfoundland, Canada. De reis werd gedaan zonder tussenlandingen te maken op IJsland of Groenland en gebeurde zonder escorte, sleephulp en nagenoeg zonder gebruik van roeiriemen. De reconstructie deed er 28 dagen over en gedroeg zich uitstekend, ondanks slecht weer. Het liep 10, soms zelfs 11 knopen.

## Musea
Er zijn vikingschepen te zien in het Vikingskipshusetmuseum in Oslo (Noorwegen), het Vikingschipmuseum in Roskilde (Denemarken) en het Vikingmuseum Haithabu in Sleeswijk (Duitsland).

## Galerij

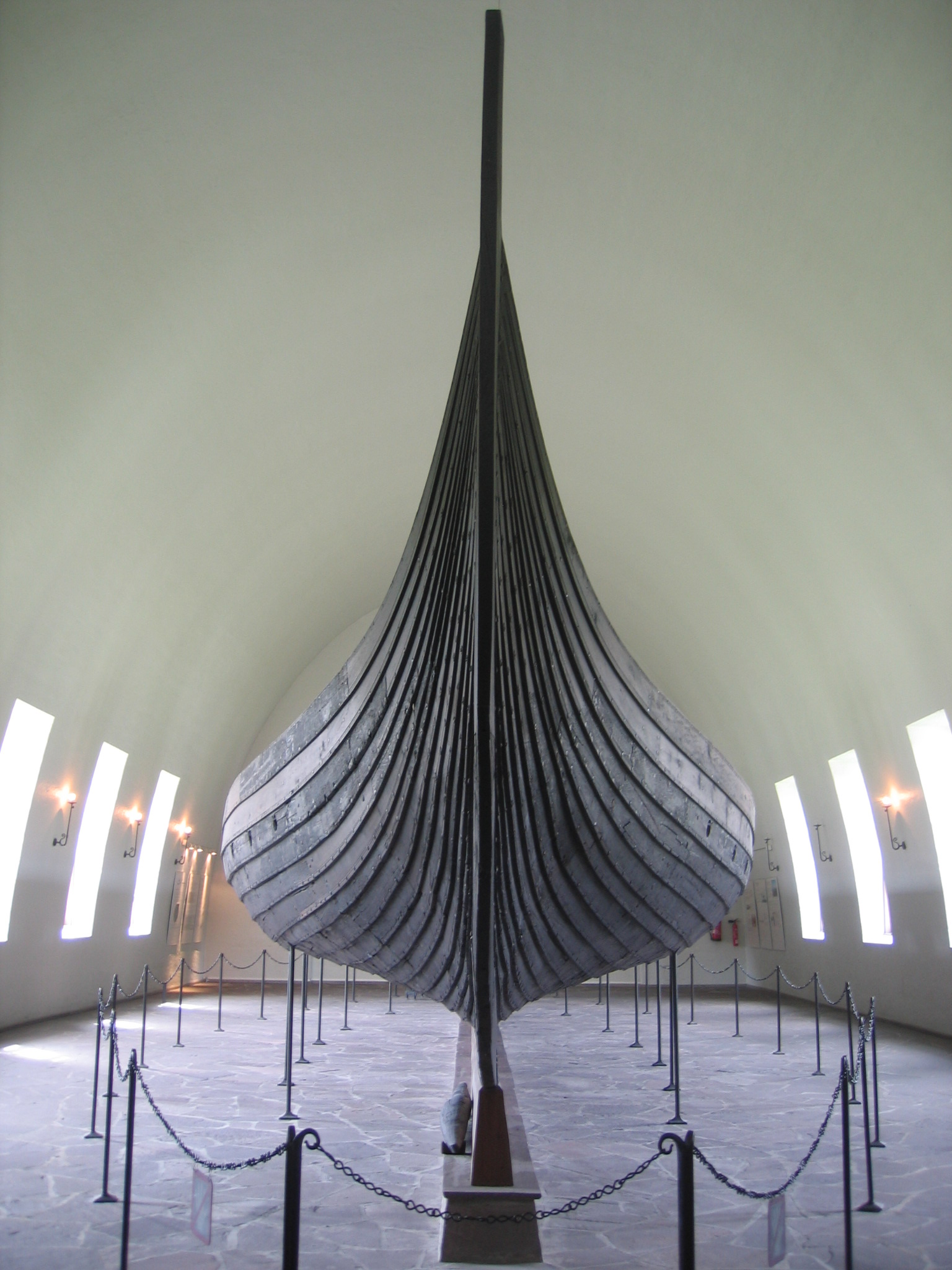
Gokstadschip, vooraanzicht
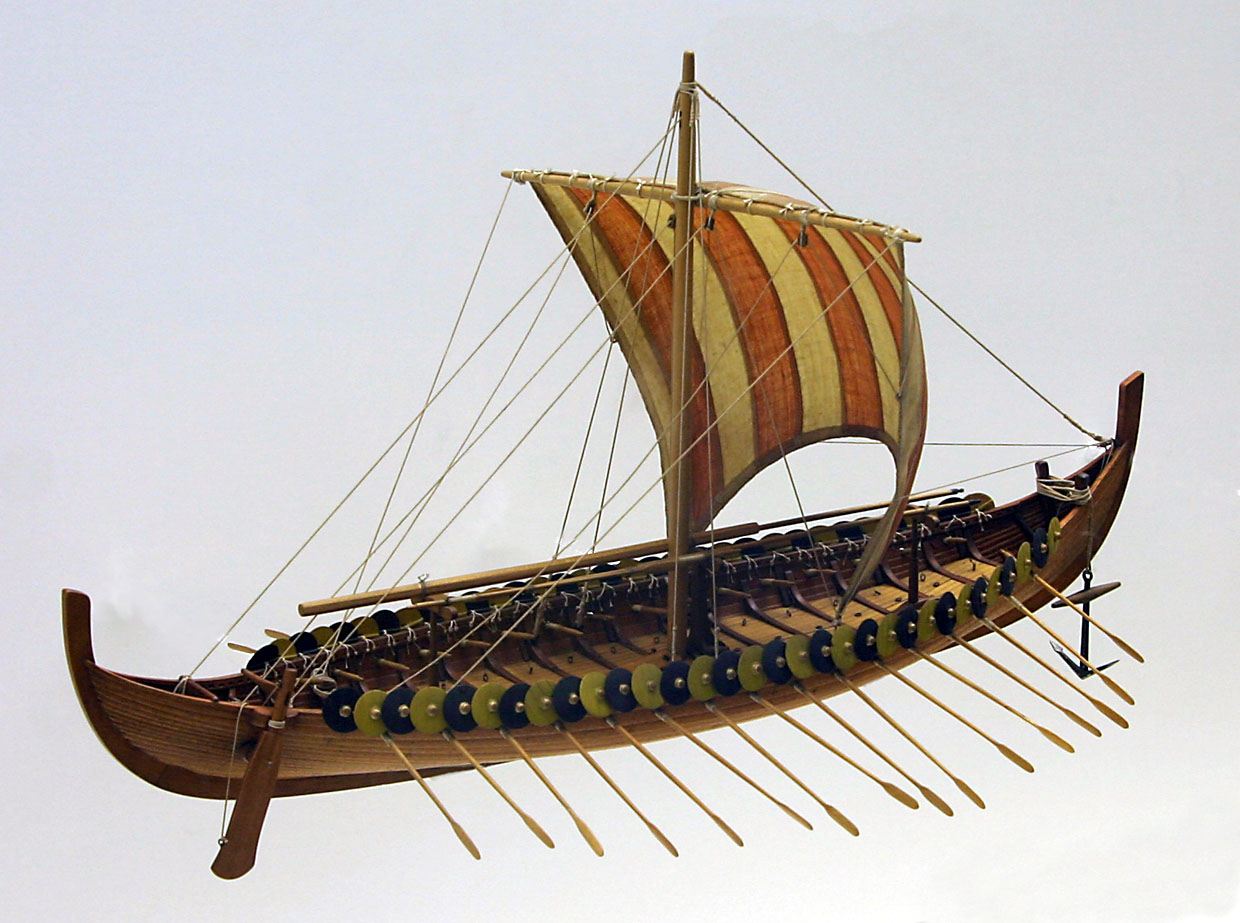
Gokstadschip, schaalmodel
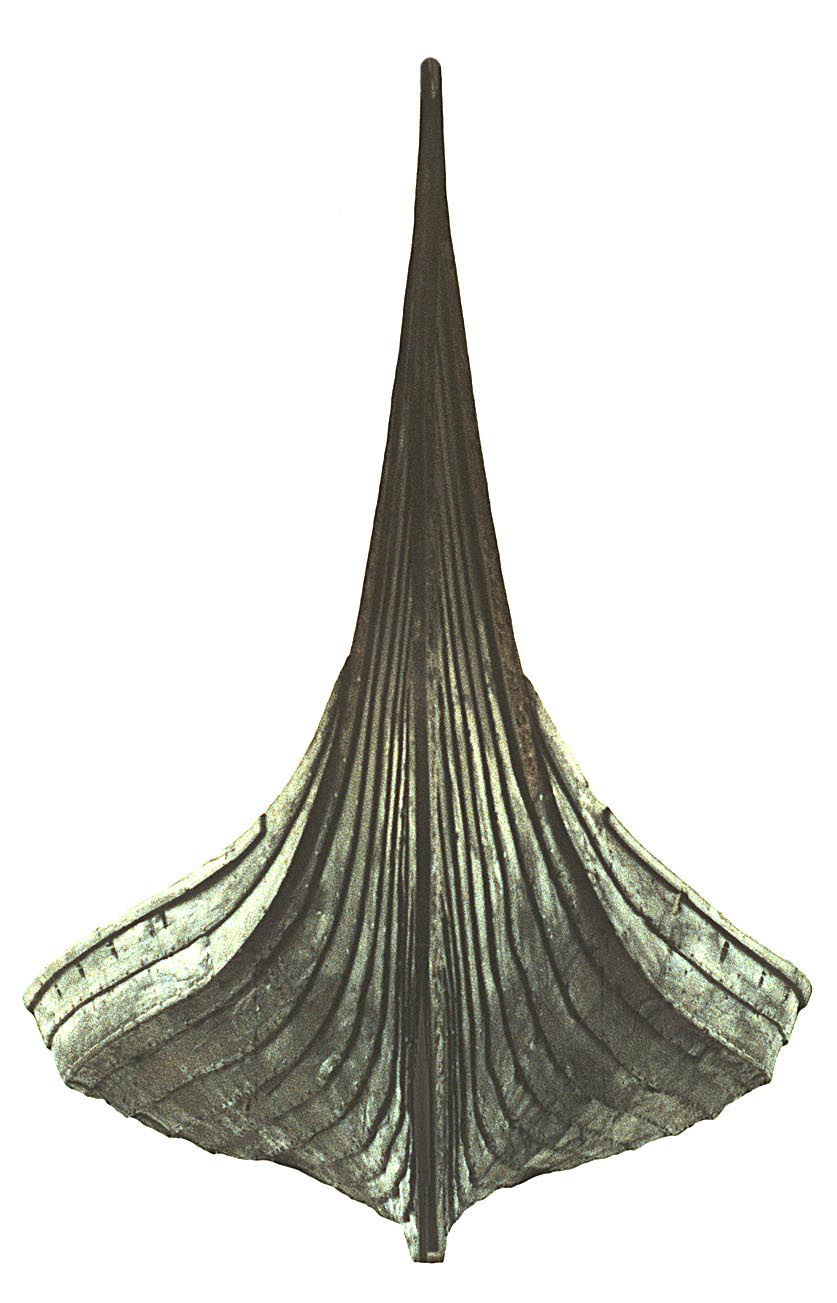
Osebergschip, vooraanzicht
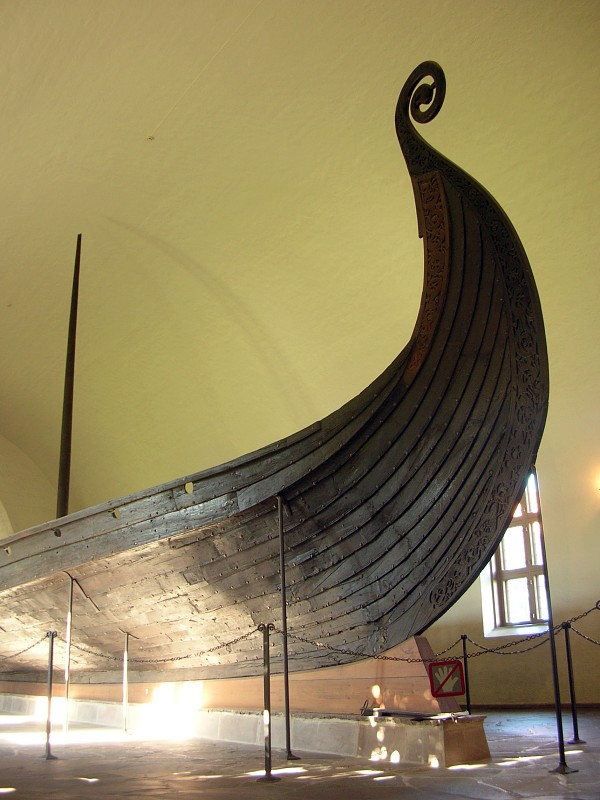
Osebergschip, steven
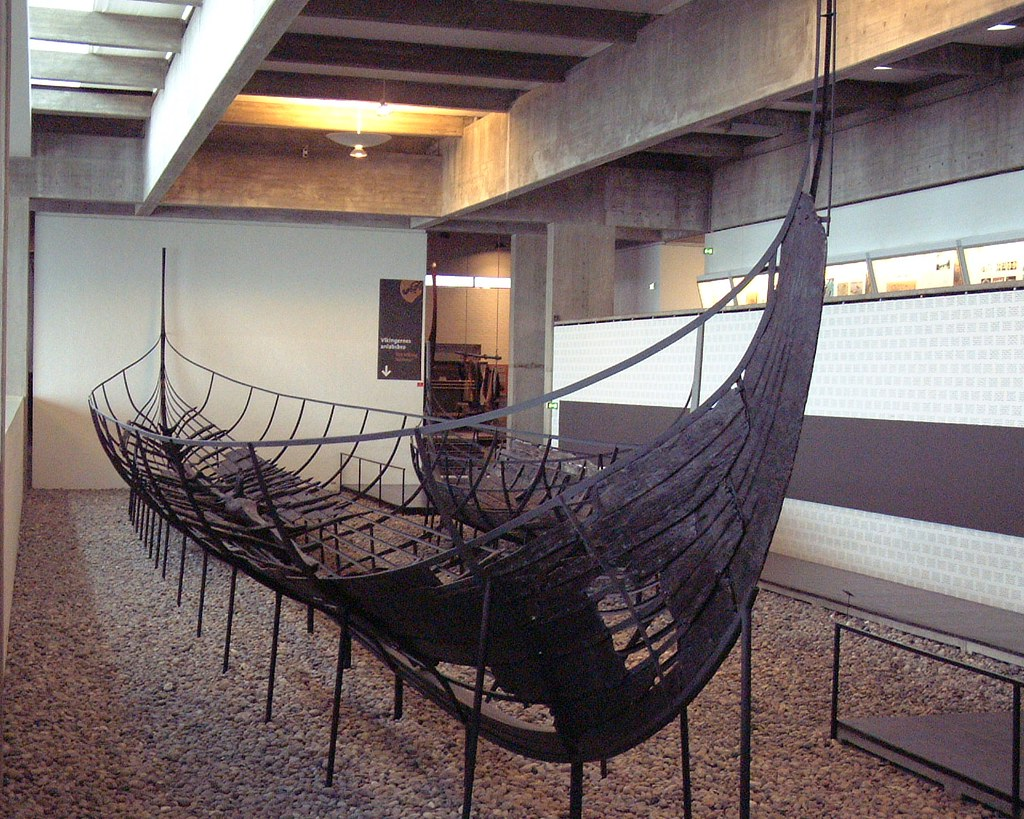
Skuldelev 2
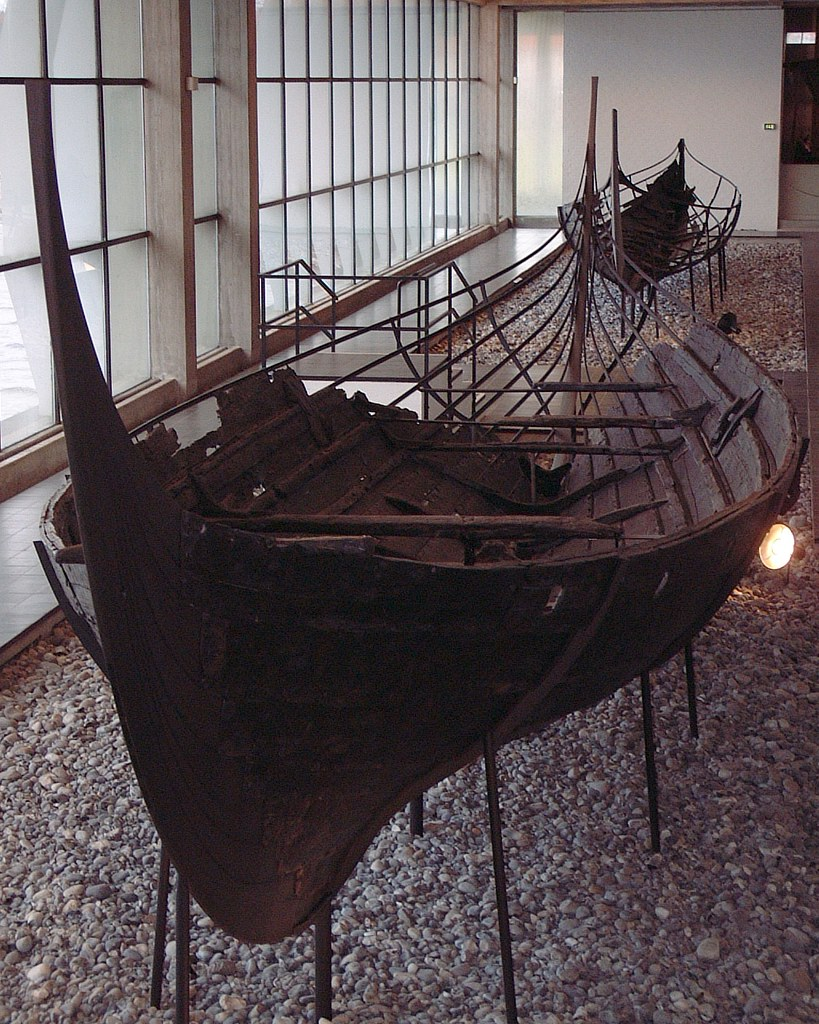
Skuldelev 3
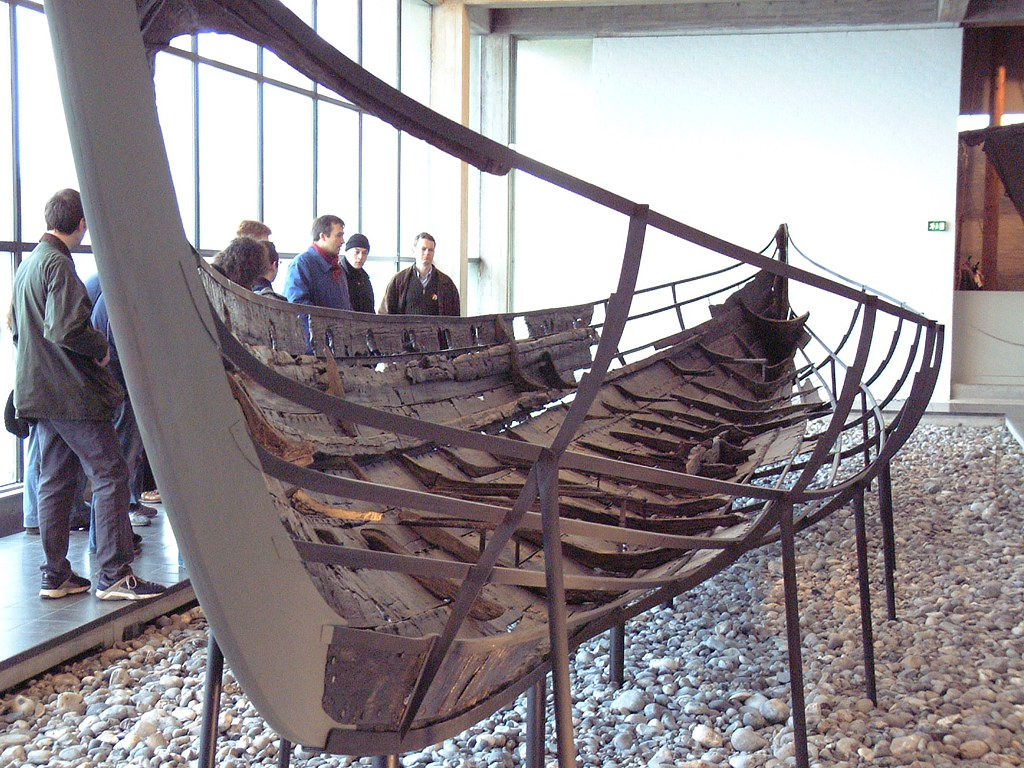
Skuldelev 5
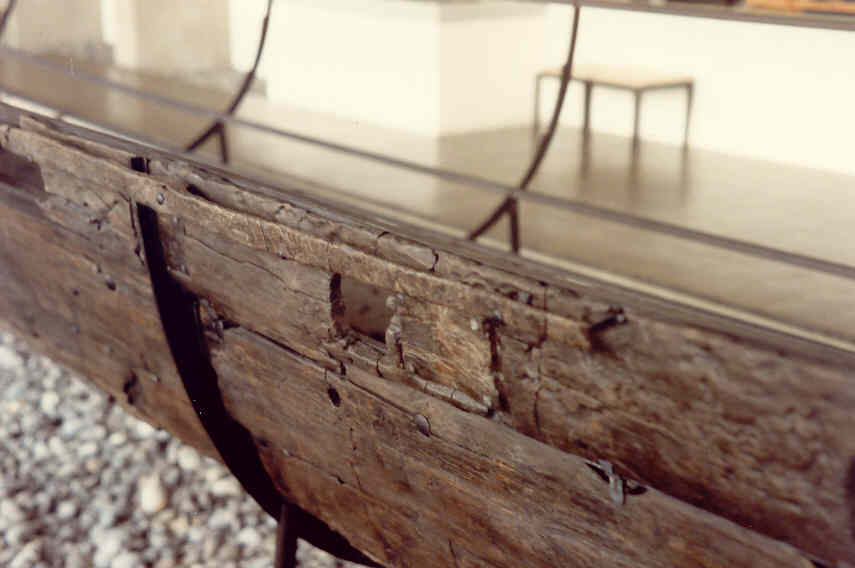
Detail Skuldelevschepen
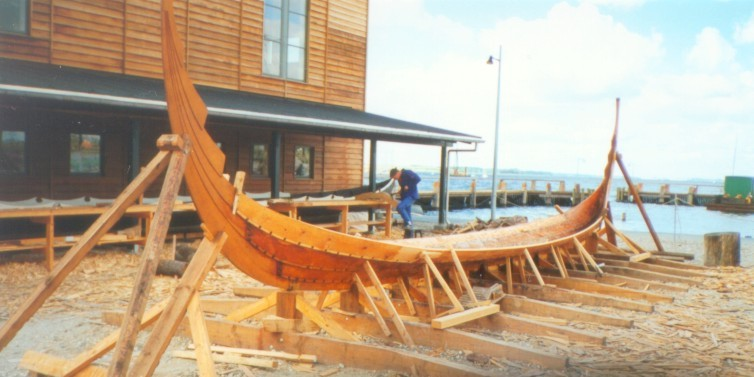
Reconstructie van een Skuldelevschip
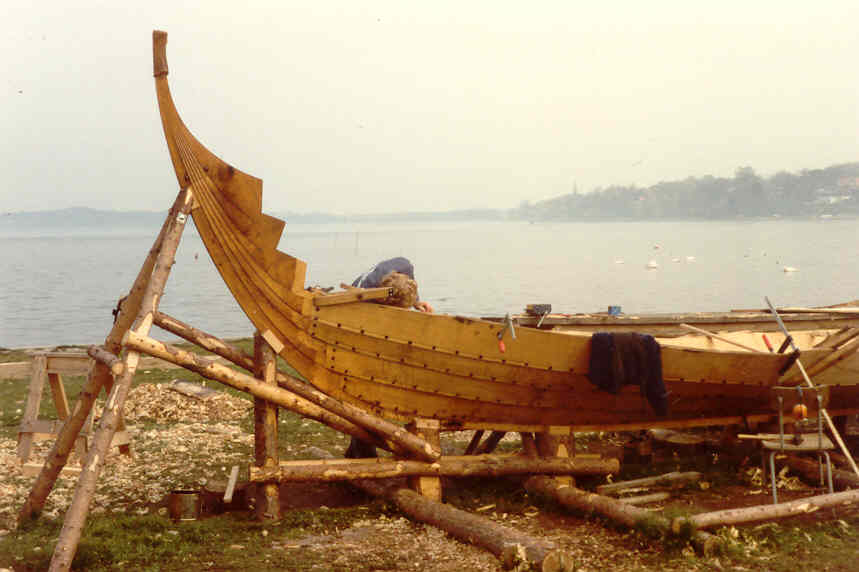
Reconstructie van een Skuldelevschip, steven
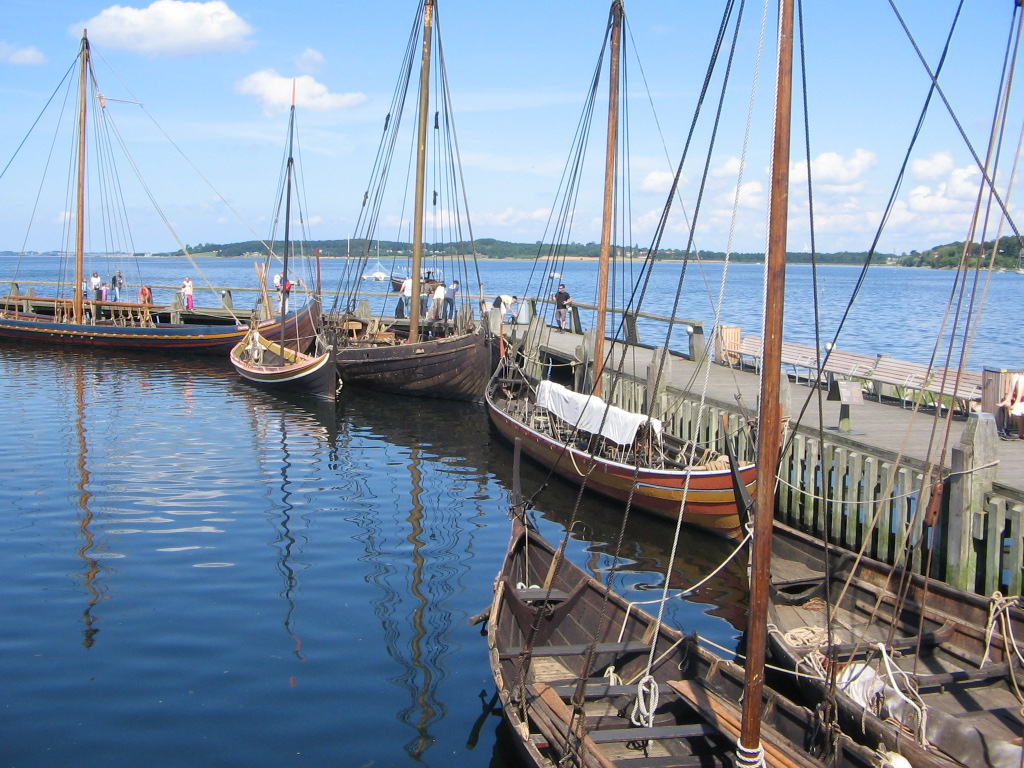
Diverse nagebouwde vikingschepen in Roskilde